# Inno dei Marines
L'inno dei marines è l'inno ufficiale del corpo dei marines, introdotto dal primo Direttore della USMC Band, l'italo-americano Francesco Maria Scala. È il più antico inno militare delle forze armate statunitensi. Il testo risale al XIX secolo, ma ne è ignoto l'autore. La musica è tratta dal bold gendarmes o Gendarmes' Duet dell'opera Geneviève de Brabant di Jacques Offenbach, debuttata a Parigi nella seconda versione del 1867. Il Corpo dei Marines ne aveva registrato il copyright il 19 agosto 1919, ma ora è di pubblico dominio.
Il verso iniziale si riferisce alla battaglia di Chapultepec (settembre 1847, guerra messico-statunitense) ed alla battaglia di Derna (aprile-maggio 1805, Prima guerra barbaresca).

## Testo originale
From the Halls of Montezuma,
To the shores of Tripoli;
We fight our country's battles
In the air, on land, and sea;
First to fight for right and freedom
And to keep our honor clean;
We are proud to claim the title
Of United States Marine.
Our flag's unfurled to every breeze
From dawn to setting sun;
We have fought in every clime and place
Where we could take a gun;
In the snow of far-off Northern lands
And in sunny tropic scenes;
You will find us always on the job
The United States Marines.
Here's health to you and to our Corps
Which we are proud to serve;
In many a strife we've fought for life
And never lost our nerve;
If the Army and the Navy
Ever look on Heaven's scenes;
They will find the streets are guarded
By United States Marines.

## Traduzione italiana
NB: Per questa traduzione, pur mantenendo la valenza semantica della fonte, si è concessa qualche piccola licenza poetica al fine di mantenere un minimo di equivalenza metrica (potrebbe essere cantato in italiano passabilmente).
Dai saloni di Montezuma 

Alle spiagge di Tripoli 

Combattiam le patrie guerre 

In terra, mare e ciel 

All'agon del giusto e libero 

Per tener netto l'onor

Fieri siam di vantar titolo 

Di United States Marines
Ad ogni vento qual bandiera 

Dall'alba a quando cala il sol 

Combattemmo in ogni clima e suol 

Dove armi potem tener 

Nelle nivee terre al Polo Nord 

Come al tropico avvampar 

Sempre troverai al lor compito 

Gli United States Marines
Salve a te ed al nostro Corpo 

Che ci onoriam servir 

Arrischiammo ognor la vita 

E giammai il cor tremò 

Se Esercito o Marina 

Guardassero affreschi del paradiso 

Troveranno le strade vigilate 

Dagli United States Marines